# Diplommatina pyramis
Diplommatina pyramis là một loài land snails với một nắp, terrestrial gastropoda molluscas thuộc họ Diplommatinidae.
Nó là loài đặc hữu của Palau.